# Kostel svatého Jana Křtitele (Hoštice)
Římskokatolický farní kostel svatého Jana Křtitele se nachází ve vesnici Hoštice poblíž okresního města Vyškov je kulturní památkou České republiky.

## Historie
Nejstarším písemnou zmínkou je vysvěcení pozdně gotického kostela v roce 1445. V roce 1911 byl kostel opraven, byla dána nová střecha na zvýšenou věž a do ní instalovány věžní hodiny. V roce 1938 byla pozlacena makovice a kostel vymalován. V roce 1999 byla zahájena celková oprava kostela. Náklady na opravu činily 968 535 Kč. V roce 2003 bylo do nově pozlacené makovice uloženo měděné pouzdro s původními artefakty a přidány současné.
Kostel je spravován Římskokatolickou farností Hoštice na Hané, Děkanát Vyškov, Arcidiecéze Olomoucká.